# عبد العزيز محمود جوليد
عبد العزيز محمود جوليد (بالإنجليزية: Abdiaziz Mohamud Guled)‏، المعروف أيضًا باسم عبد العزيز أفريكا، صحفي صومالي بارز. وُلِد في العاصمة الصومالية مقديشو، إلا أنه استقر في العاصمة البريطانية لندن، اشتهر بعمله في محطات الإذاعة والتلفزيون الخاصة قبل انضمامه إلى التلفزيون الوطني الصومالي في عام 2009. وشغل منصب المدير العام لإذاعة مقديشو حيث عُين في هذا المنصب في نوفمبر عام 2020، وهو المنصب الذي شغله حتى اغتياله في 20 نوفمبر عام 2021.
أنتج الصحفي عبد العزيز محمود جوليد برنامج "جونجار"، وهو برنامج تلفزيوني شهير تديره الحكومة على التلفزيون الوطني الصومالي. و كلمة " Gungaar تعني "في العمق" باللغة الصومالية .
كان جوليد من أشد المنتقدين لحركة الشباب الإرهابية، وقد اشتهر بمقابلاته مع أعضاء حركة الشباب المعتقلين، وكان شقيقه قد قُتل على يد الحركة عندما فجر إرهابي نفسه أثناء مغادرته مطعمًا في العاصمة مقديشو.
في 20 نوفمبر 2021 فجَّر انتحاري نفسه مستهدفا مدير إذاعة مقديشو عبد العزيز محمود جوليد بشكل مباشر ما أسفر عن مقتله على الفور. وإصابة شخصين في الانفجار، أحدهما زميل جوليد ، الصحفي شرماركي ورسمة مدير التلفزيون الوطني، والذي كان يسافر معه في ذلك الوقت.
وتبنت حركة الشباب مقتل الصحفي عبد العزيز محمود جوليد حسب رويترز.